# هيو لامبي
هيو لامبي (بالإنجليزية: Hugh Lambie)‏ هو مجدف أسترالي، ولد في 3 سبتمبر 1917 في ملبورن في أستراليا، وتوفي في 26 ديسمبر 2012.

## وصلات خارجية
- هيو لامبي على موقع الاتحاد الدولي للتجديف (الإنجليزية)
- هيو لامبي على موقع أوليمبيديا (الإنجليزية)